# Brandon Barash
Brandon Joseph Barash (ur. 4 października 1979 w St. Louis) – amerykański aktor telewizyjny i filmowy.

## Życiorys
Urodził się w Saint Louis w rodzinie żydowskiej jako syn Jerry’ego L. Barasha, prezesa i dyrektora generalnego firmy Sysco Food Services of Ventura i jego pierwszej żony Susan G. Hughes. Jego dziadek Leonard Hughes III był sędzią. Dorastał w Calabasas w Kalifornii. Wychowywał się też w stanie Missouri i Teksas. Ma brata Jordana B. Barasha i siostrę Alison L. Barash.
Miał aspiracje zostać w przyszłości chirurgiem. W szkole średniej był znakomitym koszykarzem, zanim doznał kontuzji kolana. Ukończył studia na Uniwersytecie Południowej Kalifornii w Los Angeles i otrzymał dyplom z tytułem licencjata. Występował w studenckich przedstawieniach, uczestniczył w warsztatach teatralnych Harvey Lembeck Comedy Workshop i uczył się aktorstwa pod kierunkiem Lesly Kahn. Opanował język hiszpański, grę na fortepianie, żonglerkę i śpiew. Jego umiejętności sportowe to racquetball, baseball, piłka nożna, szermierka i golf.
Rolą Jamiego, chłopaka Paris Gellar (Liza Weil) w serialu Warner Bros. Kochane kłopoty (Gilmore Girls, 2002–2004) zyskał sympatię telewidzów. W 2007 przyjął rolę Johnny’ego Zacchary w operze mydlanej ABC Szpital miejski (General Hospital). Wystąpił także w serialu NBC Prezydencki poker (The West Wing, 2003). W dramacie telewizyjnym Lifetime Nieoficjalna historia Melrose Place (The Unauthorized Melrose Place Story, 2015) grał postać aktora Thomasa Calabro.
Grał w grupie rockowej Port Chuck ze swoimi byłymi współpracownikami Szpitala miejskiego, Steve’em Burtonem, Bradfordem Andersonem i Scottem Reevesem.

## Życie prywatne
W czerwcu 2013 ożenił się z Kirsten Storms, z którą ma córkę Harper Rose (ur. 7 stycznia 2014). W 2016 doszło do rozwodu.

## Filmografia

### Filmy
- 2007: Ten Inch Hero jako student
- 2006: Intellectual Property jako Chłopak Jenny
- 2005: Twarde lądowanie (Crash Landing) jako Roger

## Seriale TV
- 2003: Prezydencki poker (The West Wing) jako Bret
- 2003: Raport o zagrożeniach (Threat Matrix) jako Marine
- 2002–2004: Kochane kłopoty (Gilmore Girls) jako Jamie
- 2005: 24 godziny (24) jako techniczny CTU Brandon
- 2006: Agenci NCIS (Navy NCIS: Naval Criminal Investigative Service) jako Derrick Paulson
- 2007: Seksualne życie (Tell Me You Love Me) jako Frank
- 2007–2016: Szpital miejski (General Hospital) jako Johnny Zacchara
- 2013: Kości jako Storm
- 2014–2016: Mroczne zagadki Los Angeles jako detektyw Robby Oderno
- 2017: Poza czasem jako Ernest Hemingway
- 2017: Skorpion jako Król Filip / Chad
- 2017: Lucyfer jako Pablo
- 2019: Dni naszego życia jako Stefan DiMera
- 2020: Dni naszego życia jako Jake Lambert